# 落合茂一
落合 茂一（おちあい しげかず、1940年9月28日 - 1999年4月6日）は、日本のアニメーションプロデューサー。1980年代から1990年代に掛けて活動した。日本大学芸術学部映画科卒業。

## 来歴
1940年静岡県沼津市生まれ。高校卒業後、朝日新聞社勤務を経て日本大学芸術学部映画科に入学。卒業後さいとうプロダクションに所属、直後に小池一夫と共に辞め、「一プロダクション」を設立する。諸事情で一プロを解散した際に小池と一旦袂を分かち、「タツノコプロ」勤務やフリーのシナリオライター、漫画原作等を経て、小池が設立した「スタジオシップ」に再び参加する。1977年に設立した劇画村塾では一時期、塾頭補佐の立場で後進の取りまとめに当たる。ここで当時生徒として入門していた高橋留美子の才能を早くから見抜き、後にそのアニメ化に奔走するきっかけになったという。再びフリーになった後、1979年にキティ・フィルムに入社する。
入社後、高橋留美子原作のコミック『うる星やつら』のTVアニメ化に奔走する。これは1981年の放送開始と共に大ヒットし5年間に渡る長期シリーズになると共に劇場映画もヒット、日本のアニメーションを代表する作品の一つとなる。この作品からは押井守を始めとする多くの優秀なアニメ製作者を輩出した。キティ・フイルム当時の部下に現在アサツー ディ・ケイ（ADK）局長の松下洋子や『銀河英雄伝説』をプロデュースした田原正利がいた。キティ・フイルムは現場を持たない元請け会社のはしりであったがその後三鷹に制作のためのスタジオを構える。この通称「三鷹スタジオ」のメンバーが中心となりその後「J.C.STAFF」が誕生した。
その後『めぞん一刻』、『らんま1/2』と高橋作品のアニメ化に取り組み、いずれもヒットする。1992年4月にキティ・フイルムを退社、アルゴ・プロジェクトを経て設立したパオハウス（現在はマッドハウスに吸収）でアニメーションの企画に携わった。
1999年4月6日、癌のため死去。58歳没。
ベースボール・マガジン社の野球記者、落合修一は子息。

## 企画
- うる星やつら（TVシリーズ及び劇場版・OVA、1981年 - 1988年）
- みゆき（TVシリーズ、1983年 - 1984年）
- めぞん一刻（TVシリーズ及び実写版映画・劇場版完結篇、1986年 - 1988年）
- 11人いる!（劇場映画、1986年）
- 扉を開けて（劇場映画、1986年）
- 銀河英雄伝説（旧作）（劇場版及びOVA、1988年 - 1997年）
- らんま1/2（TVシリーズ及び劇場版、1989年 - 1992年）
- YAWARA!（TVシリーズ及び劇場版、1989年 - 1992年）
- 敵は海賊〜猫たちの饗宴〜（OVA、1990年）
- 創竜伝（OVA、1991年 - 1993年）
- D・N・A² 〜何処かで失くしたあいつのアイツ〜（TVシリーズ、1994年）
- VIRUS（TVシリーズ、1997年）
- Bビーダマン爆外伝（TVシリーズ、1998年 - 1999年）
  - Bビーダマン爆外伝V（TVシリーズ、1999年）

## 著書
- 僕のプロデューサー（秘）かけだし日記（1987年12月25日発行、（株）トライアングル発行）
うる星やつら劇場版完結編公開に先立って発行された回想録。うる星やつらのTVシリーズと各劇場版の企画の立ち上げから公開までの経緯と、巻末に高橋留美子との対談を収録。ファンクラブ通販と一部の書店でのみ発売。